# Zimowe Igrzyska Olimpijskie Młodzieży 2016
2. Zimowe Igrzyska Olimpijskie Młodzieży – drugie w historii zimowe igrzyska olimpijskie młodzieży, zorganizowane w Lillehammer między 26 lutego, a 6 marca 2016 roku. Decyzję o przyznaniu praw do organizacji Międzynarodowy Komitet Olimpijski podjął 7 grudnia 2011 roku. Norweskie miasto było jedyną kandydaturą która wyraziła chęć organizacji igrzysk. W zawodach brała udział młodzież w wieku od 14 do 19 lat.
Lillehammer organizowało również Zimowe Igrzyska Olimpijskie 1994.

## Rozgrywane dyscypliny
Uczestnicy drugich zimowych igrzyskach młodzieży w Lillehammer w 2016 roku rywalizowali w kilkudziesięciu konkurencjach w 15 dyscyplinach sportowych. 
| - Biathlon (6) - Biegi narciarskie (6) - Bobsleje (2) - Curling (2) - Hokej na lodzie (4) - Kombinacja norweska (1) - Łyżwiarstwo figurowe (4) - Łyżwiarstwo szybkie (7) | - Narciarstwo alpejskie (9) - Narciarstwo dowolne (7) - Saneczkarstwo (4) - Short track (5) - Skeleton (2) - Skoki narciarskie (4) - Snowboarding (7) |